# 本諫早駅
本諫早駅（ほんいさはやえき）は、長崎県諫早市東小路町にある島原鉄道島原鉄道線の駅である。「諫早市役所前」の副駅名が設定されている。

## 歴史
- 1911年（明治44年）6月20日：開設。
- 1979年（昭和54年）4月30日：貨物取扱廃止。
- 1989年（平成元年）12月：現駅舎改築竣工。
- 2019年（令和元年）10月1日：「諫早市役所前」の副駅名を設定[1]

## 駅構造

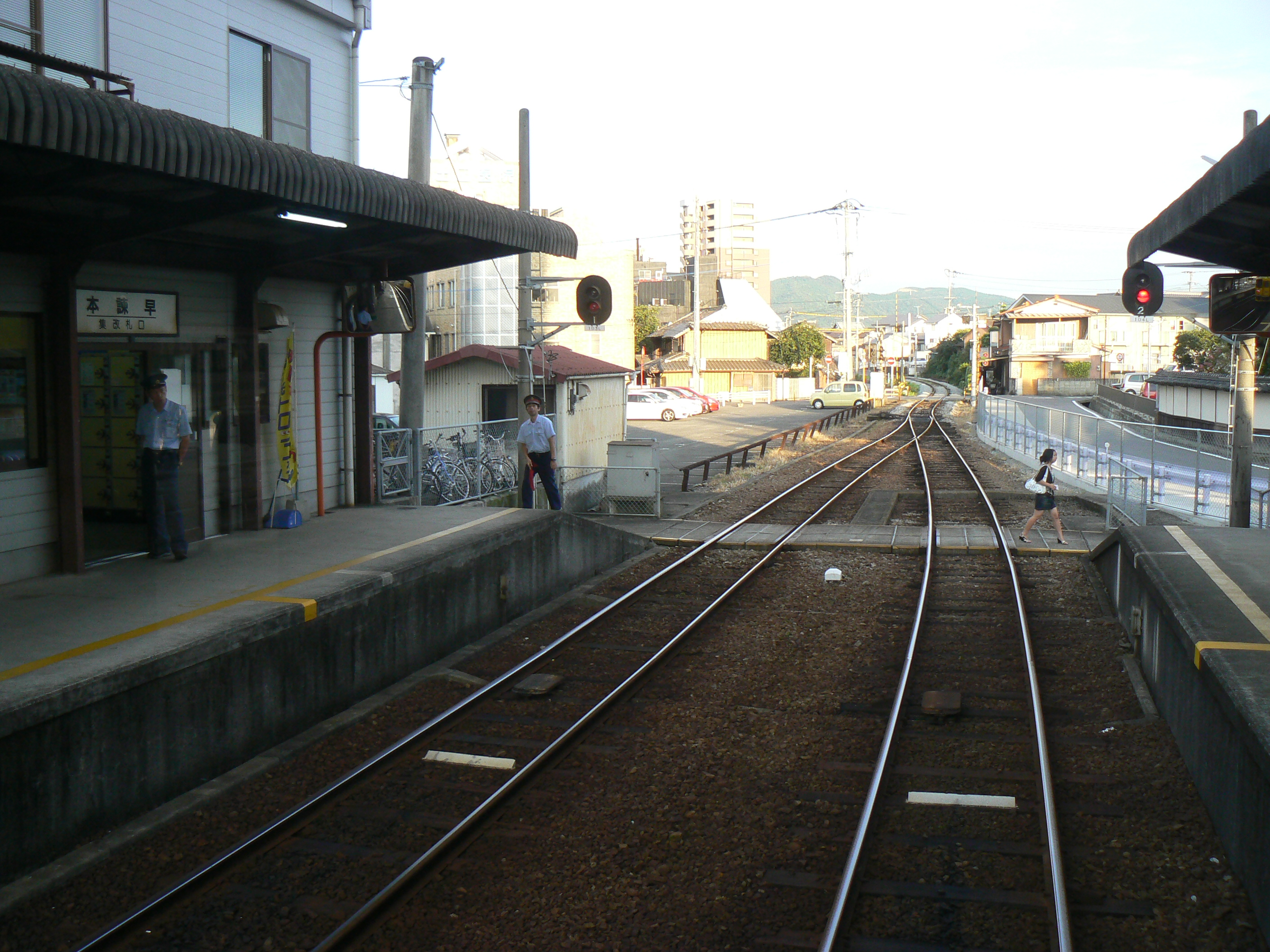
構内 幸方面を望む（2007年8月）

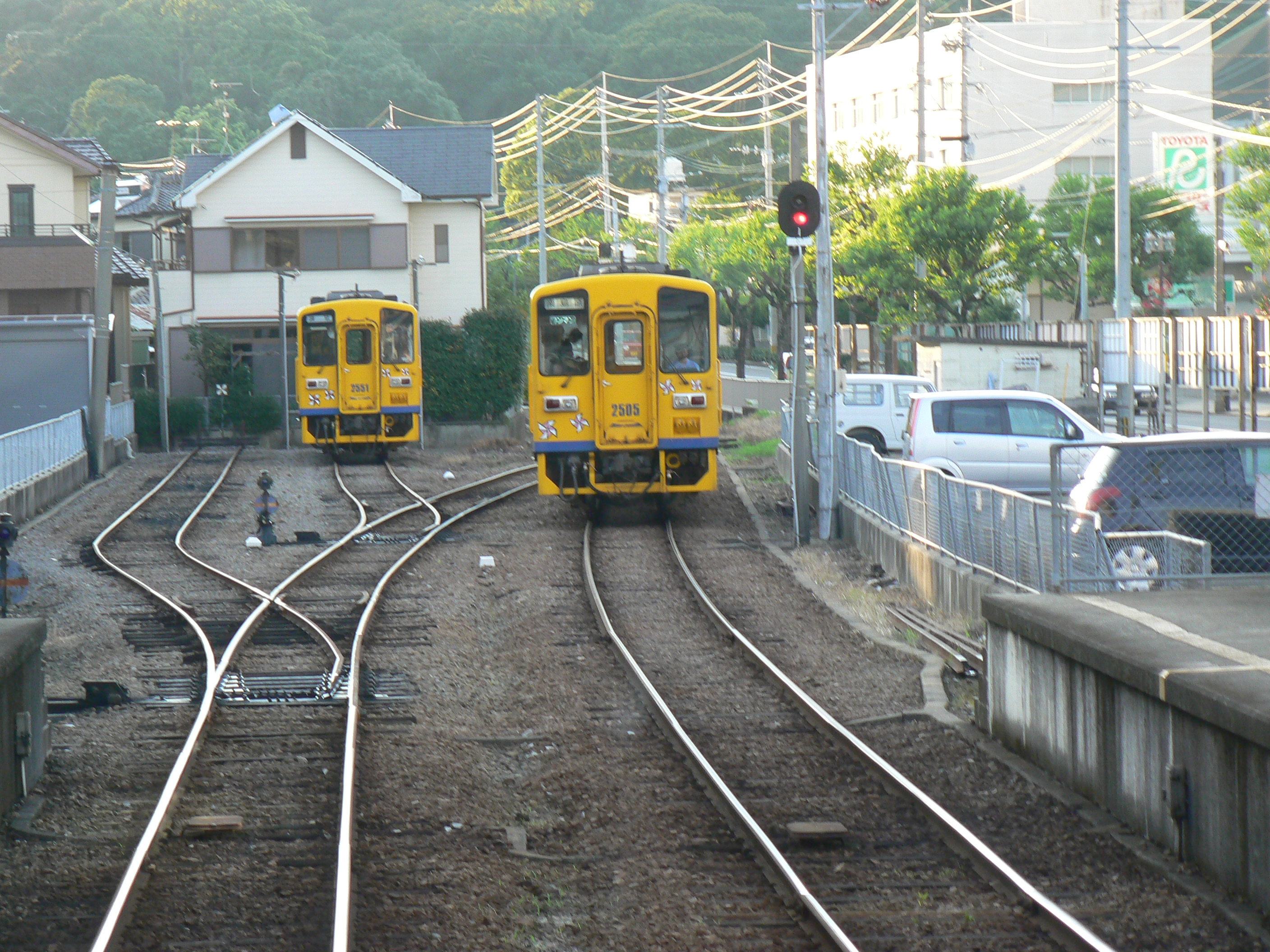
上り本線諫早方に設けられた側線（2007年8月）

相対式ホーム2面2線に加えて諫早方に側線2本を有する地上駅。互いのホームは構内踏切で繋がっている（遮断機、警報機共無し）。列車交換を行わない場合は上下共駅舎側ホームに停車する。諫早駅が1面1線のみを有する構造であるため、側線は車両の留置に使われる。ホームの北側、幸方に二階建ての駅舎がある。社員配置駅。駅舎内の待合所に自動券売機が一台設置されている。
当駅は終日有人駅であるため諫早駅、島原駅同様2両編成ではホーム側の全ドアが開く。

### のりば
| のりば | 路線        | 方向 | 行先             | 備考                |
| ------ | ----------- | ---- | ---------------- | ------------------- |
| 1      | ■島原鉄道線 | 下り | 島原・島原港方面 |                     |
| 2      | ■島原鉄道線 | 上り | 諫早ゆき         | 一部列車は1番線発着 |

## 利用状況
2018年の年間乗車人員は213,436人、降車人員は201,177人であった。
近年の年間乗車人員、降車人員の推移は以下の通り。
| 年度               | 年間 乗車人員 | 年間 降車人員 |
| ------------------ | ------------- | ------------- |
| 2000年（平成12年） | 174,816       | 149,094       |
| 2001年（平成13年） | 173,469       | 146,282       |
| 2002年（平成14年） | 173,743       | 140,287       |
| 2003年（平成15年） | 179,477       | 141,232       |
| 2004年（平成16年） | 171,541       | 136,879       |
| 2005年（平成17年） | 173,555       | 140,930       |
| 2006年（平成18年） | 167,140       | 136,940       |
| 2007年（平成19年） | 178,165       | 147,932       |
| 2008年（平成20年） | 185,755       | 151,156       |
| 2009年（平成21年） | 183,589       | 151,034       |
| 2010年（平成22年） | 188,570       | 160,037       |
| 2011年（平成23年） | 199,166       | 170,818       |
| 2012年（平成24年） | 221,434       | 193,032       |
| 2013年（平成25年） | 371,964       | 335,602       |
| 2014年（平成26年） | 356,467       | 326,060       |
| 2015年（平成27年） | 349,779       | 317,971       |
| 2016年（平成28年） | 332,488       | 293,975       |
| 2017年（平成29年） | 316,338       | 284,467       |
| 2018年（平成30年） | 213,436       | 201,177       |

## 駅周辺
駅前は諫早市の中心市街地になっている。駅の付近を長崎県道55号有喜本諫早停車場線が通っている。
- 長崎県立諫早高等学校・附属中学校
- 諫早市立上山小学校
- 諫早法務局
- 諫早市立諫早図書館
- 諫早公園
- 諫早市役所
- 諫早郵便局
- 諫早勤労者障害者体育センター
- 諫早市健康福祉センター
- レインボーFM
- まるたか生鮮市場アエルまるたか

## バス路線
駅前の本諫早駅前バス停留所から島原鉄道バス・長崎県営バスが発着する。（）内は担当業者名。
- 福岡（天神・博多駅）【高速】「島原号」（島鉄・西鉄）
- 長崎空港【特急】（島鉄）
- 雲仙（小浜経由、島鉄）
- 長崎刑務所・夫婦木（県営）
- 諫早駅前（島鉄・県営）

## 隣の駅
島原鉄道
■島原鉄道線
諫早駅 - 本諫早駅 - 幸駅